# Petr Lechner
Pour les articles homonymes, voir Lechner.
Petr Lechner, né le 14 mars 1983 à Olomouc, est un coureur cycliste tchèque.

## Palmarès sur route

### Par année
- 2009
  - 2e du Kirschblütenrennen
- 2011
  - 2e de l'Eröffnungsrennen Leonding
- 2013
  - Lavanttaler Radsporttage
  - 3e du Grand Prix Vorarlberg
  - 3e du championnat de République tchèque sur route

### Classements mondiaux
| Année           | 2009 | 2010 | 2011 | 2012 | 2013 |
| --------------- | ---- | ---- | ---- | ---- | ---- |
| UCI Asia Tour   | 219e |      |      | 295e |      |
| UCI Europe Tour |      |      |      | 684e |      |

## Palmarès sur piste

### Championnats du monde juniors
- 2002
  -  Médaillé de bronze de la poursuite par équipes

## Palmarès en cyclo-cross
- 1999-2000
  - 2e du championnat de République tchèque de cyclo-cross cadets